# AKB48チーム8のあんた、ロケロケ!
『AKB48チーム8のあんた、ロケロケ!』（エーケービーフォーティーエイトチームエイトのあんた、ロケロケ!）は、テレ朝チャンネル1で2016年12月9日から2022年3月25日まで放送されていたバラエティ番組である。AKB48チーム8の冠番組。正式な最終回は放送されていないものの、AKB48チーム8の活動休止により放送休止。
前身番組の『あん誰Presents AKB48 チーム8のあんた、ロケ!』（あんだれプレゼンツ エーケービーフォーティーエイト チームエイトのあんた、ロケ!）についても本項で記述する。

## 概要
「会いに行くアイドル」として結成されたAKB48チーム8が「普段なかなか会えないモノに会いに行く」をコンセプトに、毎回1つの県にスポットを当て県内各地を巡り様々な事にチャレンジする番組。司会進行役としてトップリードの2人が同行し、チーム8メンバー（ロケ地の都道府県のメンバーは必ず参加する）が1泊2日のロケを敢行し、地元の名所の紹介や、現地の人とのふれあいなどを紹介する。
当初は、NOTTVで放送されていた『AKB48のあんた、誰?』のスピンオフ番組として、2015年8月4日から『あん誰Presents AKB48 チーム8のあんた、ロケ!』としてAKB48チーム8初のレギュラー冠番組として始まったもので、2016年6月30日にNOTTVが閉局されたことに伴い同番組は終了したが、CSテレ朝チャンネル1でNOTTV時代とほぼ同じ形で「第二章」として復活した。全都道府県を制覇する事を番組のコンセプトとしており、NOTTV時代に行った事がある都道府県を含め、原則同じ都道府県に行く事はない。また、チーム8メンバーの初出演に関しても、NOTTV時代を含めて初出演の場合のみ「初出演」と紹介されるなど、基本的に『AKB48チーム8のあんた、ロケロケ!』は『あん誰Presents AKB48 チーム8のあんた、ロケ!』の続編として扱われている。
番組ではNOTTV時代から、略称で「あんロケ」と呼ばれ、番組名が変わった現在も同じである。
あんた、ロケロケ!の愛知編から、スタジオ収録の「3日目」が後編の後に放送されるようになり、未公開シーンや次回のロケ地の予告などが放送されるようになった。
過去には、『AKB48のあんた、誰?』で次回の番組の見どころを紹介するコーナーがチーム8出演時に設けられたほか、LoGiRLの『8（エイト）がやらねば誰がやる!』では当番組の放送直前スペシャルが設けられることがあった。また、スタジオ収録の総集編スペシャルが不定期に放送されたことがある。
出演者の不祥事により、2018年1月26日より再放送を含めて放送が休止となる。その後、放送予定であった第29回（山形県 後編）は未放送のまま当該出演者が降板した上で、同年3月9日より第30回（山口県 前編）としてチーム8のメンバー4人のみで放送が再開された。
第32回（2018年4月27日放送）からリニューアルされ、「責任を持ってメンバーが『撮れ高』に会いにいく」をコンセプトに、各ご当地メンバーがMCとなって、メンバーたちと共に新たに「旅のお供ゲスト」として毎回ゲストが登場するようになった。
第49回（2019年11月22日放送）から再度リニューアルされ、パワーアップとして『AKB48チーム8のあんた、ロケロケ!ターボ』に改題し3か月ごとに2時間の放送となり、2022年3月25日初回放送の第58回まで制作された。レギュラー放送はこれをもって休止。
2022年9月23日、同年5月4日に加入した17期生を主体とした番外編『AKB48の17期研究生がロケロケ!!』が放送された。
さらに2023年1月7日には、2月24日に『17期研究生がロケロケ!!』第2弾の放送が発表される。いずれの番外編も、一部のチーム8メンバーがゲストとして出演した。
2023年4月30日に開催されたコンサート『AKB48チーム8 春の総決算祭り 9年間のキセキ』をもってチーム8自体が活動休止となり、LoGiRLでの『8（エイト）がやらねば誰がやる!』も同年4月に最終回を迎えているが、『あんロケ』番組公式サイトではあくまで「次回放送は未定」としている。なお、テレ朝チャンネル1では同年6月10日に、活動休止前1ヶ月のメンバーたちを取材したドキュメンタリー番組『AKB48 Team8 9年間のキセキ』（監督：高橋栄樹）が放送された。

## 出演者
- AKB48チーム8 - 毎回メンバーの中から数名が出演する。ロケ地の都道府県代表メンバーは、ほぼ必ず出演する。各回のチーム8出演メンバーは#放送日程に記載。

過去の出演者
- トップリード（和賀勇介・新妻悠太） - 司会進行（『あんた、ロケ!』#0～#18、『あんた、ロケロケ!』#1～#28）

## 放送日程
() 内は出演回数。